# Lana Scolaro
Lana Scolaro es una empresaria, cantante, disc jockey, productora discográfica y compositora nacida en Londres. Como DJ se ha presentado en eventos como los festivales Ultra Music Festival, Creamfields y Mirage, y ha colaborado con artistas como Bob Sinclar, Luciano y SVNF8, entre otros.

## Biografía

### Primeros años y estudios
Scolaro nació en Londres. Desde su infancia se sintió atraída por la música, y empezó a tocar el violonchelo a los catorce años y la guitarra a los dieciséis. En 2012 se mudó a Nueva York, y entre 2013 y 2014 cursó estudios de diseño en el Parsons College of Design.

### Carrera
Al finalizar su formación fundó LD Diamonds, su propia empresa de joyería. Junto con su hermana Stephanie diseñó la aplicación móvil de fotografía y video Do a Wilson, disponible para dispositivos Apple. En 2015 registró una aparición en la serie de televisión británica de formato documental Cutting Edge, en un capítulo titulado The Rich Kids of Instagram.
Inspirada en el ambiente musical de Ibiza, donde pasa parte de su tiempo, a mediados de 2016 inició una carrera como DJ, cantante, compositora y productora discográfica. Como disc-jockey, participó inicialmente en eventos en clubes como el 1Hotel Rooftop Miami y el Soho House, antes de registrar una aparición en el Ultra Music Festival de Miami al lado del DJ y productor francés Bob Sinclar en 2018. A partir de entonces ha participado en otros eventos de música electrónica como los festivales Road to Nowhere, Creamfields y Mirage, y se ha presentado en lugares como SantAnna en la isla de Miconos (junto con el DJ Luciano), en el club Ministry of Sound y en el aniversario de la discográfica Hed Kandi, entre otros.
Luego de protagonizar el videoclip de la canción «The Way We Used to Be» de Martin Rafferty, entre y 2018 y 2019 Scolaro publicó los sencillos «Rick Ross», «AK's On My Chain», «So Stoopid», «Trip», «All Night» y «Heartbreak High» a través de discográficas independientes. En 2020 se vinculó a la discográfica PowerHouse, una subsidiaria de Sony Music, con la que publicó los singles «Just Dance» (con Yoel y Dagcan Erdurak) y «Deepend» (con Munar). Con la disquera B1 Recordings publicó el mismo año la canción «Charlie», compuesta por Robert Uhlmann, Tim Aeby, Basshunter, Linnea Deb y Svidden). y el sencillo «Twin Flames», con SVNF8.
En noviembre de 2021 colaboró con el productor musical y compositor Diztortion en la canción «Kitty!», publicada nuevamente por la discográfica PowerHouse. En mayo de 2022 confirmó el lanzamiento de su nuevo sencillo en formato acústico, titulado «Pages».

## Discografía

### Sencillos
| Año  | Título             | Discográfica      | Notas                     |
| ---- | ------------------ | ----------------- | ------------------------- |
| 2018 | «Rick Ross»        | Two Six Records   |                           |
| 2018 | «All Night»        | Two Six Records   |                           |
| 2018 | «AK'S On My Chain» | Independiente     |                           |
| 2018 | «Trip»             | Independiente     |                           |
| 2018 | «So Stoopid»       | The Beat Republic |                           |
| 2019 | «Heartbreak High»  | Independiente     |                           |
| 2020 | «Twin Flames»      | 720mau5 LLC       | Con SVNF8                 |
| 2020 | «Charlie»          | B1 Recordings     |                           |
| 2020 | «Bad Things»       | Independiente     |                           |
| 2020 | «Just Dance»       | PowerHouse        | Con Yoel y Dagcan Erdurak |
| 2020 | «Deepend»          | PowerHouse        | Con Munar                 |
| 2021 | «Kitty»            | PowerHouse        |                           |
| 2022 | «Pages»            | Sonaquarium       |                           |

Fuente: